# Margasana (Kertanegara)
Margasana is een bestuurslaag in het regentschap Purbalingga van de provincie Midden-Java, Indonesië. Margasana telt 1412 inwoners (volkstelling 2010).